# فيجليانو بيليس
فيجليانو بيليس هو كومون (البلدية) في مقاطعة بييلا في ال الإيطالية المنطقة بيدمونت، تقع حول 60 كيلومتر (37 ميل) شمال شرق تورينو وعن 3 كيلومتر (2 ميل) جنوب شرق بييلا.
يحد فيجليانو بيليس البلديات التالية: بييلا، كانديلو، سيريتو كاستيلو، كوساتو, رونكو بيليس, فالدينغو.

## أشخاص بارزون
- ألدو بروفارون (1926-2020) ، مصمم سيارات.[3]

## روابط خارجية
- الموقع الرسمي
- برو لوكو
- الكنيسة: اورجان نسخة محفوظة 3 أغسطس 2024 على موقع واي باك مشين.